# Ending on a High Note
Ending on a High Note (укр. «Прощання на високій ноті») — прощальний концертний тур норвезького гурту a-ha, який розпочався 4 березня 2010 року і тривав до 4 грудня 2010 року.
15 жовтня 2009 року a-ha офіційно оголосили про плановий розпад гурту після закінчення гастрольного турне «Ending on a high note» у грудні 2010 року 1, 2, 3 числа в Осло
14 червня 2010 року гурт представив прощальний сингл «Butterfly, Butterfly (The Last Hurrah)», який увійшов до альбому «25 (компіляція найкращих пісень)». Реліз альбому відбувся 19 липня, він вийшов одразу на двох дисках.
У межах прощального туру a-ha виступили зокрема в Києві 4 листопада 2010 року в Міжнародному виставковому центрі. Першою музиканти виконали пісню «The Sun Always Shines On T.V.», заключною стала «The Living Daylights», а наостанок як бонус прозвучала «Take On Me».

## Список пісень
| Усталений - The Bandstand - Foot Of The Mountain - Analogue - Summer Moved On - Lifelines - Move To Memphis - Crying In The Rain - Stay On These Roads - The Blood That Moves The Body - The Living Daylights | - Early Morning - And You Tell Me - Scoundrel Days - Cry Wolf - Manhattan Skyline - I've Been Losing You - Living A Boy's Adventure Tale - Hunting High And Low - Train Of Thought - The Sun Always Shines On TV - Take On Me | Пісні, що виконуватимуться за вибором музикантів - You Are The One - Touchy! - The Swing Of Things - Minor Earth Major Sky - Butterfly, Butterfly (The Last Hurrah) - (Seemingly) Nonstop July |

### Київ: 4 листопада 2010
| 1. The Sun Always Shines On TV 2. Move To Memphis 3. The Blood That Moves The Body 4. Scoundrel Days 5. Stay On These Roads 6. Manhattan Skyline 7. Hunting High And Low | 8. The Bandstand 9. Looking For The Whales 10. Butterfly Butterfly (The Last Hurrah) 11. (Seemingly) Nonstop July 12. Crying In The Rain 13. Minor Earth, Major Sky 14. Forever Not Yours | 15. Summer Moved On 16. I've Been Losing You 17. Foot Of The Mountain 18. Cry Wolf 19. Analogue 20. The Living Daylights 21. Take On Me |

## Етап 1: Південна Америка
| Дата            | Місто          | Країна    | Майданчик                |
| --------------- | -------------- | --------- | ------------------------ |
| 4 березня 2010  | Буенос-Айрес   | Аргентина | Луна-парк (Буенос-Айрес) |
| 9 березня 2010  | Бауру          | Бразилія  | Alameda Quality Center   |
| 10 березня 2010 | Сан-Паулу      | Бразилія  | Credicard Hall           |
| 13 березня 2010 | Ріо-де-Жанейро | Бразилія  | Citibank Hall            |
| 14 березня 2010 | Белу-Оризонті  | Бразилія  | Chevrolet Hall           |
| 16 березня 2010 | Бразиліа       | Бразилія  | Ginásio Nilson Nelson    |
| 18 березня 2010 | Ресіфі         | Бразилія  | Chevrolet Hall           |
| 20 березня 2010 | Форталеза      | Бразилія  | Siara Hall               |
| 23 березня 2010 | Сантьяго       | Чилі      | Movistar Arena           |

## Етап 2: Північна Америка
| Дата           | Місто        | Країна | Майданчик                  |
| -------------- | ------------ | ------ | -------------------------- |
| 6 травня 2010  | Нью-Йорк     | США    | Nokia Theatre Times Square |
| 7 травня 2010  | Нью-Йорк     | США    | Nokia Theatre Times Square |
| 8 травня 2010  | Нью-Йорк     | США    | Nokia Theatre Times Square |
| 10 травня 2010 | Торонто      | Канада | Massey Hall                |
| 13 травня 2010 | Чикаго       | США    | Riviera Theatre            |
| 15 травня 2010 | Лос-Анджелес | США    | Club Nokia                 |
| 16 травня 2010 | Лос-Анджелес | США    | Club Nokia                 |

## Етап 3: Європа I
| Дата           | Місто         | Країна    | Майданчик                       |
| -------------- | ------------- | --------- | ------------------------------- |
| 28 травня 2010 | Менгенгладбах | Німеччина | Warsteiner HockeyPark           |
| 29 травня 2010 | Трір          | Німеччина | Trier Arena                     |
| 30 травня 2010 | Гессен        | Німеччина | Stadtallendorf                  |
| 1 червня 2010  | Кіль          | Німеччина | Sparkassen-Arena                |
| 14 червня 2010 | Будапешт      | Угорщина  | Budapest Sports Arena           |
| 16 червня 2010 | Лінц          | Австрія   | Clam Castle                     |
| 17 червня 2010 | Цюрих         | Швейцарія | Dolder Eisbahn (Live At Sunset) |
| 18 червня 2010 | Залем         | Німеччина | Schloß Salem                    |
| 23 червня 2010 | Еммендінген   | Німеччина | Schloßplatz                     |
| 24 червня 2010 | Халле         | Німеччина | Gerry Weber Stadion             |
| 25 червня 2010 | дрезден       | Німеччина | Filmnächte am Elbufer           |

## Етап 4: Азія
| Дата          | Місто | Країна | Майданчик             |
| ------------- | ----- | ------ | --------------------- |
| 7 серпня 2010 | Токіо | Японія | Chiba Marine Stadium  |
| 8 серпня 2010 | Осака | Японія | Summer Sonic Festival |

## Етап 5: Європа II
| Дата               | Місто           | Країна          | Майданчик                               |
| ------------------ | --------------- | --------------- | --------------------------------------- |
| серпня 21, 2010    | Осло            | Норвегія        | Ullevaal Stadium                        |
| серпня 28, 2010    | Берген          | Норвегія        | Brann Stadium                           |
| вересня 2, 2010    | Ставангер       | Норвегія        | Rått og Råde Festival                   |
| вересня 3, 2010    | Тромсьо         | Норвегія        | Døgnvill Festival                       |
| вересня 4, 2010    | Тронгейм        | Норвегія        | Леркендал                               |
| вересня 11, 2010   | Крістіансанн    | Норвегія        | Sør Arena                               |
| жовтня 4, 2010     | Осло            | Норвегія        | Oslo Konserthus                         |
| жовтня 6, 2010     | Лондон          | Велика Британія | Heaven                                  |
| жовтня 8, 2010     | Лондон          | Велика Британія | Royal Albert Hall                       |
| жовтня 10, 2010    | Амстердам       | Нідерланди      | Heineken Music Hall                     |
| жовтня 11, 2010    | Брюссель        | Бельгія         | Forest National                         |
| жовтня 12, 2010    | Париж           | Франція         | Le Zénith                               |
| жовтня 14, 2010    | Мадрид          | Іспанія         | Palacio Vistalegre                      |
| жовтня 15, 2010    | Барселона       | Іспанія         | Palau Sant Jordi                        |
| жовтня 18, 2010    | Мюнхен          | Німеччина       | Olympiahalle                            |
| жовтня 19, 2010    | Штутгарт        | Німеччина       | Porsche Arena                           |
| жовтня 21, 2010    | Нюрнберг        | Німеччина       | Nuremberg Arena                         |
| жовтня 22, 2010    | Лейпциг         | Німеччина       | Leipzig Arena                           |
| жовтня 23, 2010    | Росток          | Німеччина       | Stadthalle Rostock                      |
| жовтня 25, 2010    | Брауншвейг      | Німеччина       | Volkswagen Halle                        |
| жовтня 26, 2010    | Мангейм         | Німеччина       | SAP Arena                               |
| жовтня 28, 2010    | Гамбург         | Німеччина       | O2 World                                |
| жовтня 29, 2010    | Берлін          | Німеччина       | O2 World                                |
| листопада 1, 2010  | Рига            | Латвія          | Arena Riga                              |
| листопада 2, 2010  | Вільнюс         | Литва           | Siemens Arena                           |
| листопада 4, 2010  | Київ            | Україна         | Київський міжнародний виставковий центр |
| листопада 6, 2010  | Мінськ          | Білорусь        | Sport Palace                            |
| листопада 9, 2010  | Москва          | Росія           | Олімпійський                            |
| листопада 11, 2010 | Санкт-Петербург | Росія           | Льодовий палац                          |
| листопада 15, 2010 | Брайтон         | Велика Британія | Brighton Centre                         |
| листопада 16, 2010 | Ньюкасл         | Велика Британія | Metro Radio Arena                       |
| листопада 17, 2010 | Глазго          | Велика Британія | Clyde Auditorium                        |
| листопада 19, 2010 | Бірмінгем       | Велика Британія | LG Arena                                |
| листопада 20, 2010 | Манчестер       | Велика Британія | MEN Arena                               |
| листопада 21, 2010 | Ноттінгем       | Велика Британія | Trent FM Arena                          |
| листопада 23, 2010 | Шеффілд         | Велика Британія | Sheffield Arena                         |
| листопада 25, 2010 | Кардіфф         | Велика Британія | Cardiff International Arena             |
| листопада 26, 2010 | Борнмут         | Велика Британія | Bournemouth International Centre        |
| листопада 27, 2010 | Лондон          | Велика Британія | Wembley Arena                           |
| 2 грудня 2010      | Осло            | Норвегія        | Oslo Spektrum                           |
| 3 грудня 2010      | Осло            | Норвегія        | Oslo Spektrum                           |
| 4 грудня 2010      | Осло            | Норвегія        | Oslo Spektrum                           |